# Scoliodon laticaudus
Scoliodon laticaudus е вид хрущялна риба от семейство Сиви акули (Carcharhinidae). Видът е почти застрашен от изчезване.

## Разпространение
Разпространен е в Бангладеш, Бруней, Виетнам, Индия, Индонезия, Камбоджа, Китай, Макао, Малайзия, Мианмар, Оман, Пакистан, Провинции в КНР, Сингапур, Сомалия, Тайван, Тайланд, Филипини, Шри Ланка и Япония.